# Elon (Carolina del Nord)
Elon è un comune (town) degli Stati Uniti d'America, della Contea di Alamance, nella Carolina del Nord.